# علی‌اصغر صادقی نسب
علی‌اصغر صادقی‌ نسب (زادهٔ ۱۳ بهمن ۱۳۷۹) بازیکن فوتبال اهل ایران است که در پست هافبک میانی برای باشگاه فوتبال پیکان در لیگ برتر خلیج فارس بازی می‌کند.